# Sainte Barbara (Goya)
Sainte Barbara est une peinture à l'huile à motif religieux peint par Francisco de Goya vers 1773 durant sa jeunesse à Saragosse. Elle représente Barbe la grande martyre.

## Description
Sainte Barbe était une martyre chrétienne du troisième siècle vénérée en Espagne et notamment en Aragon. Cette peinture fut réalisée peu de temps après le retour de Goya de son voyage en Italie, où il avait été inspiré par l'art gréco-romain avant d'entreprendre ce travail. Certains détails de la tête et le corps avaient été esquissés dans le cahier italien.

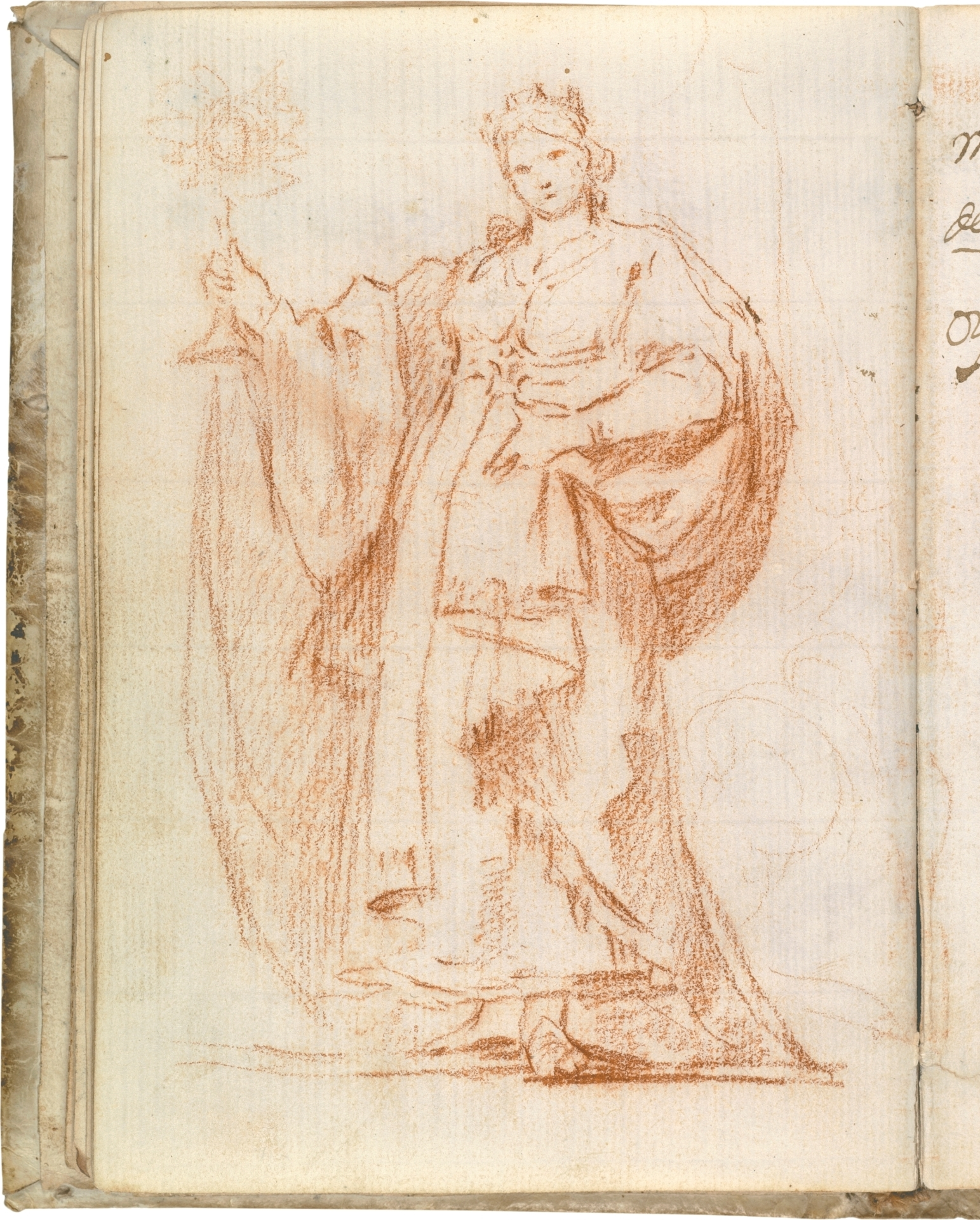
Étude préparatoire à la sanguine pour Santa Barbara dans le cahier italien

Goya représente la sainte comme une femme belle, de haute position sociale, ce que trahissent ses vêtements. À sa main droite, elle porte un ostensoir et une palme dans sa main gauche symbole du martyre. En fond se trouvent la tour où elle est captive et un éclair. À gauche se trouve l'armée royale de qui elle était sainte patronne. Goya créée un rythme intéressant tout au long du corps de la sainte, accentué par une lumière intense.